# Élection présidentielle ivoirienne de 1990
L'élection présidentielle ivoirienne de 1990 se déroule le 28 octobre 1990 afin d'élire pour cinq ans le Président de la république de Côte d'Ivoire.
Première élection présidentielle organisée sous le multipartisme dans le pays, elle voit la réélection du président sortant Félix Houphouët-Boigny.

## Contexte

### Politique
Cette élection intervient au moment où le pays traverse une crise économique, qui dure depuis la fin des années 1980. L'économie ivoirienne stagne, même, chute. Cette crise est due essentiellement à la chute du cours des matières premières, notamment le cacao et le café, combinée à la crise de la dette des États africains, qui contraint le pays à une politique d'austérité très dure à la demande des institutions de Bretton Woods. Il s'agit de la première de l'histoire du pays, car, Félix Houphouët-Boigny, le président en exercice, n'a jamais été élu lors d'une élection démocratique. Cette élection est organisée dans un contexte de fin de Guerre froide où de nombreux États autoritaires se voient contraints de démocratiser leurs pays. 

### Démocratique
Entre 1960 et 1985, le président de la république est élu à sa propre succession puisque le pays est dirigé par un parti unique. Donc, il y a toujours la majorité absolue à l'Assemblée nationale. Mais, en 1982, Laurent Gbagbo fonde le Front populaire ivoirien et en 1990, Francis Wodié crée le Parti ivoirien des travailleurs. Le président Boigny est obligé de faire une élection démocratique à laquelle s'oppose seulement Laurent Gbagbo.

## Candidatures
Seules deux candidatures ont été déposées, celle du président sortant et de Laurent Gbagbo, l'un des nombreux opposants au régime, fondateur du Front populaire ivoirien enfermé entre 1992 et 1993 et candidat aux élections présidentielles ivoiriennes de 2000 (élu) et 2010.

## Campagne présidentielle
Elle se déroule entre avril et octobre 1990. Le président sortant affirme qu'il peut encore apporter à la Côte d'Ivoire tandis que Laurent Gbagbo affirme pouvoir apporter un souffle nouveau. Le président annonce également qu'il nommera un premier ministre à l'issue du scrutin présidentiel.

## Résultats
| Candidats                | Candidats                | Partis                   | Voix      | %     |
| ------------------------ | ------------------------ | ------------------------ | --------- | ----- |
|                          | Félix Houphouët-Boigny   | PDCI                     | 2 445 365 | 81,68 |
|                          | Laurent Gbagbo           | FPI                      | 548 441   | 18,32 |
|                          |                          |                          |           |       |
| Votes valides            | Votes valides            | Votes valides            | 2 993 806 | 98,18 |
| Votes blancs et nuls     | Votes blancs et nuls     | Votes blancs et nuls     | 55 327    | 1,82  |
| Total                    | Total                    | Total                    | 3 049 133 | 100   |
| Abstention               | Abstention               | Abstention               | 1 359 677 | 30,84 |
| Inscrits / participation | Inscrits / participation | Inscrits / participation | 4 408 810 | 69,16 |

## Après l'élection
Le président sortant est réinvesti et nomme Alassane Ouattara premier ministre à l'issue du scrutin. Cependant, on soupçonne le président sortant de fraudes et de corruption, et même d'avoir inversé les résultats des élections en sa faveur. Sa proximité avec la France serait pour quelque chose dans la légitimation de ce qu'on pourrait appeler une victoire volée. La Côte d'Ivoire connaît encore quelques difficultés, et son président décède subitement le 7 décembre 1993. Henri Konan Bédié, président de l'Assemblée nationale, assure l'intérim et Alassane Ouattara démissionne de ses fonctions.